# 쑹런충

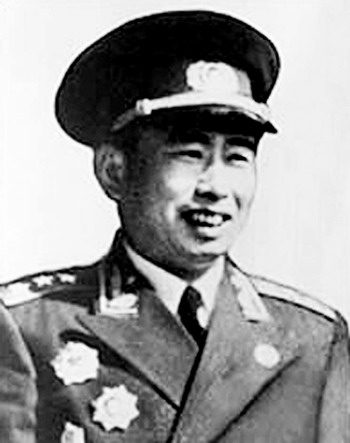

쑹런충(宋任穷, 1909년 7월 11일 – 2005년 1월 8일)은 중화인민공화국 인민해방군의 장군이자 중국공산당의 8명의 장로 중 한 명이다.
쑹런충은 1909년 후난성 류양에서 태어났다.
2차 중일전쟁 때는 129사단 정치부 차장을 역임했다. 국공 내전이 끝날 무렵, 그는 동북 야전군의 부정치위원이었다.
1949년 중화인민공화국 건국 후 윈난성 중국공산당 서기, 서남국 부서기, 중공중앙부서기, 상무부장을 지냈다. 그는 문화대혁명 때 숙청되었고 마오쩌둥이 사망한 후 복권되었다. 그는 중화인민공화국 중앙자문위원회  부주석이었고 덩샤오핑 밑에서 일했다. 위원회는 이론상으로는 공식적인 권한이 없는 은퇴한 장로들의 평의회였지만, 주요 정책과 인사 문제에 대해 위원들이 사실상 거부권을 행사했다. 1989년 천안문 광장 시위 동안 쑹런충은 학생 운동을 진압하기 위해 폭력을 사용하기로 결정한 덩샤오핑의 가장 열렬한 지지자 중 한 명이었다. 그는 80년대에 영향력 있는 중국 지도자 중 한 사람 중국공산당 8장로 중 한 사람으로 간주된다.